# Leganés
Leganés er en by og kommune i det centrale Spanien i Madrid-regionen. Den har et indbyggertal på 194.084 (2024) indbyggere. Byen er en satellitby til landets hovedstad Madrid, der ligger ca. 10 kilometer nord for Leganés.